# Schwabhausen (Turingia)
Schwabhausen è un comune della Turingia, in Germania.
Appartiene al circondario di Gotha ed è amministrato dal comune amministratore (Erfüllende Gemeinde) di Drei Gleichen.